# Праћнуо се шаранчић
Праћнуо се шаранчић је четврти албум певачице Весне Вукелић Венди издат у продукцији ЈВ комерц 2004. године. На албуму се налази 8 песама. За насловну песму Праћнуо се шаранчић снимљен је ТВ спот. Музику за албум писао је Миодраг М. Илић.
| Бр. | Песма                                  | Трајање |
| --- | -------------------------------------- | ------- |
| 1   | Праћнуо се шаранчић (са Јужним Ветром) | 3:29    |
| 2   | Свирајте трубачи                       | 3:01    |
| 3   | Заљубљена                              | 3:22    |
| 4   | Све или ништа                          | 2:47    |
| 5   | Затворски број                         | 2:20    |
| 6   | Сакрићу сузе                           | 4:09    |
| 7   | Ниси ми из ока испао                   | 2:25    |
| 8   | Кафанска певачица                      | 3:10    |